# 千葉県道244号外川港線
千葉県道244号外川港線（ちばけんどう244ごう とがわこうせん）は、千葉県銚子市を走る一般県道。

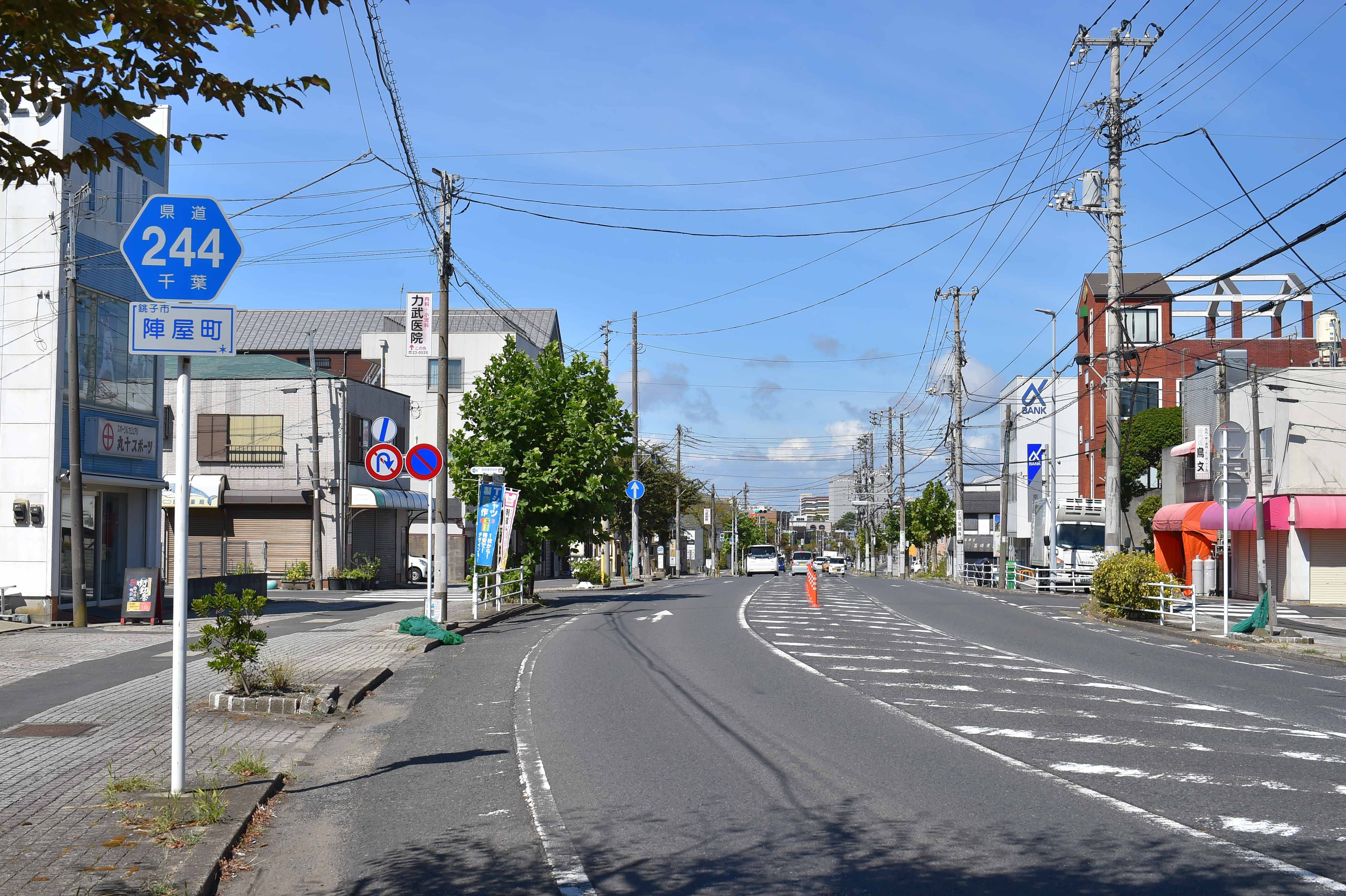
千葉県道244号外川港線
銚子市陣屋町（2023年9月）

## 概要
- 起点：銚子市外川町2丁目（外川漁港、千葉県道254号銚子公園線交点）
- 終点：銚子市西芝町（銚子駅前交差点、千葉県道37号銚子停車場線交点）

## 通過する自治体
- 千葉県銚子市

## 交差・接続する道路
- 千葉県道254号銚子公園線 - 銚子市外川町2丁目（外川漁港、起点）、銚子市馬場町（馬場町交差点）
- 千葉県道37号銚子停車場線 - 銚子市西芝町（銚子駅前交差点、終点）